# أشلي بليك
أشلي بليك (بالإنجليزية: Ashley Blake)‏ هو صحفي بريطاني، ولد في 1969 في Lozells ‏ في المملكة المتحدة.

## وصلات خارجية
- الموقع الرسمي